# ديما حمدان
ديما حمدان (ولدت عام 1975) هي صحفية ومخرجة أفلام فلسطينية، أردنية، بريطانية، تقيم في برلين. حصل فيلمها القصير دم مثل الماء (2023) على جائزة جائزة آيريس سنة 2024.

## النشأة
ولدت حمدان في الكويت لأسرة فلسطينية. فقد نزح جدها من أم خالد أثناء النكبة، بينما أُجبرت والدتها على مغادرة طولكرم تحت تهديد السلاح خلال النكسة سنة 1967. ومع اندلاع حرب الخليج، انتقلت حمدان مع عائلتها إلى الأردن. درست حمدان القانون.

## المسيرة المهنية

### الصحافة
بدأت حمدان مسيرتها الصحفية سنة 1997 حيث عملت مراسلة برلمانية لصحيفة جوردان تايمز. كما ساهمت في الكتابة لصحيفة Al-Hayat وصحيفة Middle East Times. وفي عام 2002 انضمت إلى مكتب بي بي سي عربي والإذاعة العالمية لهيئة الإذاعة البريطانية في لندن. واستمرت في العمل هناك حتى عام 2014 كصحفية ومنتجة.
اعتبارًا من عام 2017، أصبحت حمدان المحررة المؤسسة والمديرة لشبكة الصحفيات "ماري كولفين" (MCJN)، وهي شبكة تضم صحفيات من العالم العربي. كما نشرت أعمالاً مستقلة في عدة منصات مثل العربي الجديد وThe Markaz Review وبادجر هيرالد.

### صناعة الأفلام
كان أول فيلم قصير لحمدان بعنوان غزة – لندن، مستوحى من قصة حقيقية لطالب فلسطيني في لندن يواجه البعد عن عائلته خلال عملية الرصاص المصبوب. وقد فاز بجائزة أفضل فيلم عربي في مهرجان الأردن للأفلام القصيرة عام 2009. في نفس العام، اختير مشروعها My Name is Ali ضمن مختبر كتابة السيناريو "راوي" التابع لـمعهد صندانس. وفي عام 2010، حصلت على منحة "شاشة" من لجنة أبوظبي للأفلام لتطوير مشروع بعنوان The Kidnap، والذي تم اختياره لاحقًا لورشة Hothouse في مدرسة لندن السينمائية.
شارك فيلمها القصير The Bomb (Die Bombe) في المهرجانات، وكان من بين الأفلام المرشحة في مهرجان نابولي لأفلام حقوق الإنسان لعام 2019، حيث حصل على المركز الثاني في جائزة الأفلام القصيرة لحقوق الإنسان.
في عام 2023، صورت حمدان فيلم دم مثل الماء في الضفة الغربية، حيث يتناول قصة شاب مثلي يتعرض للابتزاز من قبل جيش الاحتلال الإسرائيلي. وصفت حمدان الفيلم بأنه "خيالي" لكنه "مبني على معلومات واقعية". عُرض الفيلم لأول مرة في مهرجان غالواي السينمائي، كما عرض في مهرجان بروكلين السينمائي سنة 2023 حيث فاز بجائزة أفضل فيلم قصير روائي، ثم حاز جائزة جائزة آيريس عام 2024. وفي خطابها بعد الفوز، انتقدت حمدان سياسة التلميع الوردي التي تنتهجها إسرائيل.
تعمل ديما حمدان حاليًا على تطوير أول فيلم روائي طويل لها بعنوان Amnesia من إنتاج طوني قبطى. وقد حصل الفيلم على جائزة Atlas Development خلال المهرجان الدولي للفيلم بمراكش سنة 2023.

## الحياة الشخصية
في عام 2009، حصلت حمدان على الجنسية البريطانية. كما تحمل الجنسية الأردنية. انتقلت إلى برلين حوالي عام 2016 "لاستكشاف مدينة مختلفة".

## قائمة الأفلام
- غزة – لندن (2009، قصير)
- The Bomb (2019، قصير)
- دم مثل الماء (2023، قصير)
- Amnesia (قيد الإنتاج)

## وصلات خارجية
- ديما حمدان في قاعدة بيانات الأفلام على الإنترنت